# Curtis Scaparrotti
Curtis Michael "Mike" Scaparrotti (Logan, Ohio, 5 maart 1956) is een Amerikaanse generaal. 
Scaparrotti was van 4 mei 2016 tot 4 mei 2019 opperbevelhebber van de NAVO. Daarvoor was hij Director van de Joint Chiefs of Staff. Tijdens zijn militaire carrière was hij eerder actief in onder meer de Implementation Force, de strijd tegen terrorisme en de Irakoorlog.